# Volvatella ventricosa
Volvatella ventricosa is een slakkensoort uit de familie van de Volvatellidae. De wetenschappelijke naam van de soort is voor het eerst geldig gepubliceerd in 1990 door Jensen & Wells.